# Agniomorpha ochraceomaculata
Agniomorpha ochraceomaculata är en skalbaggsart som beskrevs av Stefan von Breuning 1935. Agniomorpha ochraceomaculata ingår i släktet Agniomorpha och familjen långhorningar. Inga underarter finns listade i Catalogue of Life.